# Моль лишайниковая
Моль лишайниковая (лат. Bisigna procerella) — вид бабочек из семейства ширококрылых молей (Oecophoridae). Встречается в большей части Европы (нет в Ирландии с Исландией). Есть в фауне России (в том числе и в её Азиатской части). Можно приманить на свет.

## Описание
Размах крыльев — 11—13 мм. Длина передних крыльев 5—7 мм, они раскрашены в оранжевый цвет. Они также имеют 3 полоски серебристого цвета в прикорневой перевязи и две тёмные, сходящиеся перевязи. Щупики дуговидно изогнуты вверх. Пластинки медно-золотистого цвета.

## Биология
Летают летом, в лиственных лесах, парках, и лесопосадках. Гусеницы питаются лишайниками. Зимуют в виде гусеницы. Поколение в году — всего одно. Является ночной бабочкой.